# D’Arcy Coulson
T. John D’Arcy Coulson (ur. 29 czerwca 1936 w Ottawie, zm. 2 kwietnia 2020 w Shawville) – kanadyjski saneczkarz, olimpijczyk.
W 1968 roku na igrzyskach w Grenoble, startował tylko w jedynkach. Po pierwszym przejeździe był sklasyfikowany na 39. miejscu (1:02,69), jednak drugi przejazd miał o prawię pół minuty gorszy, uzyskując najgorszy wynik wśród wszystkich zawodników (1:31,24). W trzecim, uzyskał czas 1:02,19, co było 42. wynikiem przejazdu. W łącznej klasyfikacji Kanadyjczyk uplasował się jednak na ostatnim 47. miejscu (ponadto trzech zawodników zostało niesklasyfikowanych).